# Mörttjärnen (Gustav Adolfs socken, Värmland, 666189-139517)
Mörttjärnen är en sjö i Hagfors kommun i Värmland och ingår i Göta älvs huvudavrinningsområde. Sjöns area är 0,042 kvadratkilometer och den befinner sig 270 meter över havet.